# 瓦涅 (涅夫勒省)
瓦涅（法語：Ouagne，法語發音：[waɲ]）是法国涅夫勒省的一个市镇，属于克拉姆西区。

## 地理
瓦涅（47°23'50"N, 3°29'42"E）面积11.72 平方千米，位于法国勃艮第-弗朗什-孔泰大區涅夫勒省，该省份为法国中部省份，北至约讷省，西北接卢瓦雷省，西接谢尔省，南至阿列省，东南接索恩-卢瓦尔省，东临科多尔省。
与瓦涅接壤的市镇（或旧市镇、城区）包括：里镇、约讷河畔维利耶、圣日耳曼德布瓦、坎西莱瓦尔济、圣皮埃尔迪蒙、布勒尼翁。

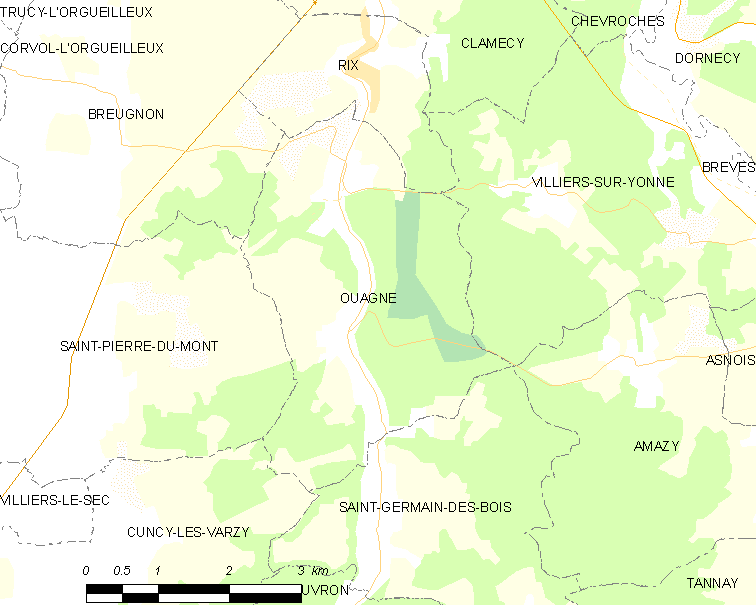
的OSM定位图

瓦涅的时区为UTC+01:00、UTC+02:00（夏令时）。

## 行政
瓦涅的邮政编码为58500，INSEE市镇编码为58200。

## 政治
瓦涅所属的省级选区为克拉姆西县。

## 人口

1962-2008年间人口变化图示

瓦涅于2022年1月1日时的人口数量为148人。